# Consiglio di Stato (Appenzello Esterno)
Il Consiglio di Stato è il governo del Canton Appenzello Esterno.

## Elezione
Il Consiglio di Stato è composto da cinque membri, eletti dalla popolazione per una durata di quattro anni. I Consiglieri di Stato possono essere eletti fino a tre volte. Uno dei Consiglieri svolge il ruolo di Landamano, che presiede e coordina i lavori del Consiglio.
La carica di Consigliere di Stato è incompatibile con una carica nel Parlamento comunale o in un Municipio, con una carica nel Gran Consiglio o in un tribunale cantonale. In più non possono essere eletti Consiglieri i parenti stretti di un Consigliere di Stato.

## Compiti
Il Consiglio di Stato rappresenta il potere esecutivo cantonale e agisce come organo collegiale. Esso elabora atti normativi e decreti che devono essere poi valutati dal Gran Consiglio. Ha anche il potere di emanare ordinanze, fissare gli obiettivi e gli strumenti dell'azione statale, concludere trattati intercantonali e internazionali, preparare il bilancio per l'approvazione del Gran Consiglio, e in generale tutte le attribuzioni non esplicitamente conferite ad un altro organo.

## Composizione
Al 2023, la composizione del Consiglio di Stato è la seguente:
| Nome               | Ruolo         | Partito      | Dipartimento            |
| ------------------ | ------------- | ------------ | ----------------------- |
| Dölf Biasotto      | Landamano     | PLR          | Edilizia e economia     |
| Alfred Stricker    | Vicelandamano | Indipendente | Istruzione e cultura    |
| Paul Signer        | Consigliere   | PLR          | Finanze                 |
| Yves Noël Balmer   | Consigliere   | PS           | Salute e affari sociali |
| Hansueli Reutegger | Consigliere   | UDC          | Interno e sicurezza     |